# フリー・アズ・ア・バード
「フリー・アズ・ア・バード」（Free as a Bird）は、ビートルズの楽曲である。1980年に暗殺されたジョン・レノンが生前に残した未完成曲を、残りの3人のメンバー、ポール・マッカートニー、ジョージ・ハリスン、リンゴ・スターが手を加える形で完成させた。1995年に発売された『ザ・ビートルズ・アンソロジー1』に1970年の「レット・イット・ビー」以来、25年ぶりの新曲として収録された。同年にシングル盤としても発売され、イギリスの全英シングルチャートで最高2位、アメリカのBillboard Hot 100チャートで最高位6位を記録。なお、本作はビートルズとしては初のメンバーによるセルフプロデュースによる楽曲となった。
2018年に公開された韓国映画『スウィング・キッズ』で使用された。

## 背景
1994年、アンソロジー企画が進み、ポール・マッカートニー・ジョージ・ハリスン・リンゴ・スターの3人は新たな楽曲をレコーディングすることを計画。90年代に入り、ジョン・レノンの息子であるジュリアン・レノンやショーン・レノンが音楽活動を開始したこともあり、レノンの代役として迎えて再結成することも考えられたが、「ジョンがいてこそのビートルズ」という考えから実現することはなかった。
その後、マッカートニーがオノ・ヨーコに「彼の未発表曲はないか？」と尋ね、オノは1977年頃にレノンが自宅で録音した未発表曲「フリー・アズ・ア・バード」「グロー・オールド・ウィズ・ミー」「リアル・ラヴ」「ナウ・アンド・ゼン」の4曲のデモテープをマッカートニーに渡した。
この時の出来事について、マッカートニーは「ヨーコとショーンは僕らに何曲かデモを聴かせてくれた。ジョンが自宅でモノラルカセットに録った新曲が2曲があったんだ。ショーンには迷惑かけたくなかったからどうするべきかを訊いたら『死んだ人間がリード・ボーカルというのは少し変だけど、もし良ければやってみてよ』と答えた。そこで僕らは『もし出来に不満があったら、リリースを拒否してもいい』と言って引き受けた。それをジョージとリンゴに伝えたら『もし僕らが気に入ったらどうするんだ？』と言われた」「ヨーコには『僕らにいろいろ条件を付けないでくれ。これは精神的にとても難しいことだから。僕らは2時間もスタジオで一緒にいたらお互いが嫌になって出て行くかもしれないから。今ですら十分キツいんだからね』と言った」と回顧している。

## レコーディング
ビートルズの多くの楽曲のプロデュースは、ジョージ・マーティンが手がけていたが、聴覚の衰えを理由に断った。このため、ジョージ・ハリスンは代替として親交のあるジェフ・リンを推薦。
1977年にレノンが自宅スタジオで録音したテープは、市販のカセットテープにピアノと歌声が1トラックで記録されており、雑音も入っていた。そのうえ、モノラル録音でピアノとボーカルの音が同じ大きさであったことから、ボーカルの抽出は困難であった。そこで、マッカートニーがゴーストとしてレノンの声に重なるように歌を録音。この作業でボーカルに少し深みが加わったことにより、ボーカルの抽出に成功した。抽出後、リンはエンジニアと共にレノンの声をサンプリングして調整を行なった。翌朝スタジオに来たマッカートニーは、音源を聴いたうえでリンの作業を称えた。
制作途中、1980年のレノン殺害の出来事に3人は感傷的になったりしたが、いちいち湧き立つ気持ちを抑えるために「自分のパートを早々と済ませたジョンが、あとはやっといてくれ、と休暇に出かけてしまった」という風に考えるようにしていた。レノンが遺したデモテープを基にレコーディングが進められていたが、大部分は完成していなかった。そのため、サビの部分の歌詞と後半部の間奏は、新たにマッカートニーとハリスンによって書き下ろされた。このほか、コードやアレンジが変更された。また、ハリスンは曲中でスライドギターを演奏した。
1994年2月から1995年3月の間にイギリス・サセックスにあるマッカートニーの自宅スタジオで、オーバー・ダビングが行なわれた。アウトロに対して、ジョージが当時凝っていたというウクレレとレノンの台詞を逆回転させた音が加えられた。このレノンの台詞は、マッカートニーによると「意図的なものではなく、最終ミックスを試聴した後に発見されたもの」だという。
このセッションでリンの手腕を高く評価したマッカートニーは、直後に制作を開始したソロ・アルバム『フレイミング・パイ』でリンを共同プロデューサーとして起用した。

## ミュージック・ビデオ
本作のミュージック・ビデオは、ジョー・ピトカが監督の下、ヴィンセント・ジョリエットが制作した。飛んでいる鳥の視点から「ストロベリー・フィールズ・フォーエバー」、「ペニー・レイン」、「ドクター・ロバート」、「ア・デイ・イン・ザ・ライフ」、「ペイパーバック・ライター」、「ザ・コンティニューイング・ストーリー・オブ・バンガロー・ビル」、「エリナー・リグビー」、「フール・オン・ザ・ヒル」など、多数のビートルズの楽曲の歌詞をモチーフにしたシーンで構成されている。
当時最新の映像技術も導入されており、ビデオ内には既存映像からの切り抜き流用されたメンバーやマッカートニーの飼い犬マーサがCG合成で登場しているほか、女優のケイト・フォードが出演している。
ビデオの最後にウクレレ奏者の後ろ姿が映されている。ハリスンはウクレレ奏者として出演することを依頼したが、「現代のビートルズがビデオに登場するのは違和感がある」と判断したピトカによって拒否された。2001年のハリスンの死後、ピトカはこの判断について後悔している。
1997年にグラミー賞 最優秀短編ミュージックビデオ賞を受賞した。

## 2015年版ミックス
ビートルズの映像作品『ザ・ビートルズ1+』には、共同プロデューサーのジェフ・リンとスティーヴ・ジャイによるリミックス・バージョンが収録されている。このバージョンには以下のような違いがある。
1. レノンのボーカルに掛かっていたエフェクトが外されている。
2. レノンのボーカルをなぞる形で歌っていたマッカートニーのヴォーカルがはっきり聴こえるようになっている。
3. ハリスンのボーカルが別テイクに差し替えられており、歌い回しが異なる。
4. アウトロのレノンの台詞が逆回転ではない。

その他にもドラムのエコーや音の質感、ステレオの定位、楽器の個々のバランスなど、細かな違いがある。

## 評価
シングル『フリー・アズ・ア・バード』は、1970年にアメリカで発売された『ザ・ロング・アンド・ワインディング・ロード』以来のシングルで、同作以降でビートルズ名義では初となる新曲を含むシングルであった。ミュージック・ビデオは、イギリスのITVやアメリカのABCで『ザ・ビートルズ・アンソロジー』のエピソード1内で放送された。
「フリー・アズ・ア・バード」について、ガーディアン紙のキャロライン・サリバンは「ビートルズのブランドを利用した宣伝ギミックで、ビートルズというよりもリンのおかげ」と批判した。インデペンデント紙のアンディ・ギルは「がっかりするほど地味。ジョージのギターは必要に応じて十分に静かに泣いているが、全体的には悲歌のよう」と評している。音楽評論家のイアン・マクドナルドは「60年代のビートルズの音楽とは比較対象にならないほど退屈な曲」と評している。ラジオ番組『Breakfast with the Beatles』の司会者であるクリス・カーターは、「ジョン、ポール、ジョージ、リンゴが演奏した曲であれば、それがいつどのように録音されたものであろうと、（特に素晴らしいものであれば）価値がある」とコメントしている。
「フリー・アズ・ア・バード」は、1997年の第39回グラミー賞で最優秀ポップ・パフォーマンス賞（デュオもしくはグループ）を受賞した。

## クレジット
クレジットはイアン・マクドナルドによるもの。
- ジョン・レノン - リード・ボーカル、ピアノ
- ポール・マッカートニー - リード・ボーカル、ハーモニー・ボーカル、ベース、アコースティック・ギター、シンセサイザー、ピアノ
- ジョージ・ハリスン - リード・ボーカル、バッキング・ボーカル、スライドギター、アコースティック・ギター、ウクレレ
- リンゴ・スター - バッキング・ボーカル、ドラム
- ジェフ・リン - バッキング・ボーカル、エレクトリック・ギター

## シングル収録曲
- 特記がない限り、作詞作曲はジョン・レノン、ポール・マッカートニー、ジョージ・ハリスン、リチャード・スターキー。
- 収録曲の邦題は、CDの帯に記載されている曲目に準拠。

| #         | タイトル                                               | 作詞 | 作曲・編曲 | 時間 |
| --------- | ------------------------------------------------------ | ---- | ---------- | ---- |
| 1.        | 「フリー・アズ・ア・バード」(Free As A Bird)           |      |            | 2:42 |
| 2.        | 「クリスマス・タイム」(Christmas Time (Is Here Again)) |      |            | 3:02 |
| 合計時間: | 合計時間:                                              | 5:44 |            |      |

| #         | タイトル | 作詞・作曲             | 時間  |
| --------- | --- | ---------------------- | ----- |
| 1.        | 「フリー・アズ・ア・バード」(Free As A Bird)                                                                |                        | 4:26  |
| 2.        | 「アイ・ソー・ハー・スタンディング・ゼア (アンソロジー未収録のテイク9)」(I Saw Her Standing There (Take 9)) | レノン＝マッカートニー | 2:51  |
| 3.        | 「こいつ (ジス・ボーイ) (アンソロジー未収録のテイク12&13)」(This Boy (Take 12 & 13))                        | レノン＝マッカートニー | 3:17  |
| 4.        | 「クリスマス・タイム」(Christmas Time (Is Here Again))                                                      |                        | 3:02  |
| 合計時間: | 合計時間:                                                                                                   | 合計時間:              | 13:36 |

## チャート成績

### 週間チャート
| チャート (1995年 - 1996年)               | 最高位 |
| ---------------------------------------- | ------ |
| オーストラリア (ARIA)                    | 6      |
| オーストリア (Ö3 Austria Top 40)         | 32     |
| ベルギー (Ultratop 50 Flanders)          | 11     |
| ベルギー (Ultratop 50 Wallonia)          | 12     |
| カナダ トップシングルス (RPM)            | 7      |
| カナダ アダルト・コンテンポラリー (RPM)  | 4      |
| デンマーク (IFPI)                        | 4      |
| ヨーロッパ (Eurochart Hot 100)           | 3      |
| フィンランド (Suomen virallinen lista)   | 7      |
| フランス (SNEP)                          | 23     |
| ドイツ (GfK Entertainment charts)        | 37     |
| ハンガリー (Mahasz)                      | 2      |
| アイスランド (Íslenski Listinn Topp 40)  | 5      |
| アイルランド (IRMA)                      | 5      |
| イタリア (Musica e dischi)               | 5      |
| オランダ (Dutch Top 40)                  | 10     |
| オランダ (Single Top 100)                | 9      |
| 日本 (オリコン)                          | 51     |
| ニュージーランド (Recorded Music NZ)     | 26     |
| ノルウェー (VG-lista)                    | 14     |
| スコットランド (Official Charts Company) | 1      |
| スペイン (AFYVE)                         | 10     |
| スウェーデン (Sverigetopplistan)         | 3      |
| スイス (Schweizer Hitparade)             | 25     |
| UK シングルス (OCC)                      | 2      |
| US Billboard Hot 100                     | 6      |
| US Adult Contemporary (Billboard)        | 19     |
| US Adult Top 40 (Billboard)              | 22     |
| US Mainstream Rock (Billboard)           | 8      |
| US Mainstream Top 40 (Billboard)         | 36     |

### 年間チャート
| チャート (1995年)                    | 順位 |
| ------------------------------------ | ---- |
| スウェーデン (Sverigetopplistan)     | 66   |
| UK Singles (Official Charts Company) | 42   |

| チャート成績 (1996年)           | 順位 |
| ------------------------------- | ---- |
| Canada Top Singles (RPM)        | 70   |
| Canada Adult Contemporary (RPM) | 49   |

## 認定
| 国/地域                    | 認定   | 認定/売上数 |
| -------------------------- | ------ | ----------- |
| イギリス (BPI)             | Silver | 200,000^    |
| アメリカ合衆国 (RIAA)      | Gold   | 500,000^    |
| ^ 認定のみに基づく出荷枚数 |        |             |